# شهرستان بیرو
شهرستان بیرو (به لاتین: Biru County) یک منطقهٔ مسکونی در چین است که در ناگچو واقع شده‌است.